# Die Mörder sind unter uns
Die Mörder sind unter uns (Los asesinos entre nosotros) fue el primer largometraje alemán de la posguerra y la primera película alemana sobre la vida en los escombros  después de la Segunda Guerra Mundial.  Fue dirigida y escrita por Wolfgang Staudte. Hildegard Knef, Ernst Wilhelm Borchert, Erna Sellmer y Arno Paulsen interpretan los papeles principales. Se rodó en 1945/46 en los estudios Althoff de Babelsberg y en los talleres Jofa de Johannisthal (Berlín).

## Trama
Berlín en 1945 tras la derrota de Alemania en la guerra. La joven fotógrafa e ilustradora Susanne Wallner, superviviente de un campo de concentración, cuyo padre fue asesinado por los nazis, regresa a la ciudad. En su antiguo apartamento encuentra al ex cirujano militar Hans Mertens. Las circunstancias los obligan a convertirse en compañeros de cuarto. Con las ventanas rotas, pocas pertenencias y otras deficiencias de la posguerra, en el lugar sólo es posible una vida muy precaria.
Hans sufre terribles recuerdos de la guerra, que contrarresta con un consumo excesivo de alcohol. Tiene aversión a las personas que sufren, lo que le impide practicar la medicina.  Sólo lentamente desarrolla sentimientos amistosos y luego amorosos hacia Susanne, quien también se enamora de él.
Susanne encuentra por casualidad una carta de despedida del excapitán de Hans, Ferdinand Brückner para su esposa. Susanne le lleva la carta a la esposa de Brückner y se entera de que Brückner, de quien se creía que había muerto, sobrevivió. Hans se sorprende cuando escuchar el relato de Susanne. Acepta, sin embargo, volver a encontrarse con el capitán.
Brückner es un ciudadano popular y un exitoso hombre de negocios que fabrica ollas con cascos de acero (Stahlhelme) viejos. Está encantado de volver a ver al compañero de guerra Mertens y lo invita a cenar. Lleva una vida de clase media con su esposa e hijos. Después de la cena, Brückner le devuelve a Mertens su arma de la guerra. Mertens tiene un flashback y se va a casa borracho.
Poco tiempo después, Mertens decide matar a Brückner. Con el pretexto de ir a un bar lo lleva por un camino supuestamente más corto, a través de los escombros y los edificios abandonados de Berlín. Cuando cree que están solos, saca su arma. Mientras lo hace, una mujer que necesita un médico sale corriendo de uno de los edificios en ruinas. Brückner le dice que Mertens es médico, pero este se muestra reacio a ayudar. La mujer le dice que su única hija tiene problemas respiratorios y él la acompaña, mientras Brückner se va solo al bar. Mertens le practica una traqueotomía a la niña, luego regresa a casa y le declara su amor a Susanne.
La sensación de haber salvado una vida mejora el humor de Hans. En la víspera de Navidad de 1945, su estado de ánimo vuelve a empeorar. Deja el apartamento diciéndole a Susanne que todavía tiene algo que hacer. Hans recuerda la Nochebuena de 1942, cuando Brückner hizo fusilar a 121 civiles de una ciudad polaca. Hans había intentado en vano disuadirle. Brückner celebró entonces la Nochebuena con sus soldados de forma despreocupada. Hans va a la fábrica de Brückner, donde este y sus empleados cantan villancicos, y le dice que lo va a matar, quien Brückner se salva por la aparición de Susanne. Ella había leído el diario de Hans y sospechaba lo que estaba haciendo. En lugar de matar a Brückner, lo denuncian y es juzgado por crímenes de guerra. En la escena final se superponen varios motivos: civiles asesinados, Brückner en prisión, soldados y fosas comunes.

## Elenco
- Wilhelm Borchert - Dr. Mertens
- Hildegard Knef - Susanne Wallner
- Erna Sellmer - Sra. Brückner
- Arno Paulsen - Ferdinand Brückner
- Christian Blackwoo - Otto Brückner, hijo de Ferdinand
- Michael Günthe - Herbert
- Robert Forsch - el relojero Mondschein
- Elly Burgmer - madre de la niña enferma
- Marlise Ludwig - Sonja
- Hilde Adolphi - Daisy

## Producción
Para obtener el permiso para rodar la película, Staudte había acudido a los británicos, los franceses y los estadounidenses, pero todos rechazaron la propuesta, citando su naturaleza política como razón para negarse a conceder la licencia a la película. Los soviéticos, en cambio, aceptaron el guion con un cambio en el final de la película. 
El rodaje comenzó el 16 de marzo de 1946 (dos meses antes de que se fundara DEFA )  y duró hasta agosto de 1946. El rodaje tuvo lugar en los estudios Althoff en Babelsberg, los estudios Jofa en Berlín-Johannisthal y en numerosos lugares al aire libre ( Stettiner Bahnhof, Andreasplatz, Kleine Andreasstraße, Iglesia de Petri, ensayos de motivos en la Puerta de Brandeburgo y frente al Reichstag). 
El equipo de filmación rodó directamente entre los escombros de la ciudad. Esto dio como resultado imágenes impresionantes que refuerzan el efecto y la trama de la película. Originalmente el título provisional era Der Mann den ich töten werde (El hombre que mataré). Sin embargo, esto se cambió después de que el guion tuvo que ser reescrito mientras tanto. En la versión original, Mertens mata a su antiguo capitán, pero los censores soviéticos temían que los espectadores pudieran ver esto como un caso de vigilantismo. El título alude al título inicial del clásico M de Fritz Lang de 1931, que se llamaría Mörder unter uns (Asesinos entre nosotros).
Oliver Armknecht considera que Berlín es el cuarto protagonista: la destrucción de la ciudad fue ampliamente filmada durante los varios meses de rodaje de la película. Cuando Mertens y Wallner pasean por la ciudad, pasando por las ruinas, la atmósfera parece a veces surrealista, sobre todo por el contraste con la vida de Brückner, que sigue sin inmutarse, disfrutando de una agradable existencia de clase media, divirtiéndose con las damas en un salón de baile, mientras que a su alrededor otros buscan comida. 
Der Spiegel señaló que "La vida de los involucrados reflejaba las contradicciones de la época: Staudte había desempeñado un papel secundario en la película antisemita incendiaria “Jud Süss” en 1940. Hildegard Knef, que interpretó a una superviviente de un campo de concentración, era la amante del dramaturgo cinematográfico del Reich. Y Arno Paulsen, que interpretaba al criminal de guerra, había participado en el "cuidado de las tropas" de la Wehrmacht." 
La película se estrenó el 15 de octubre de 1946 en el sector soviético de Berlín en el Admiralspalast, que en ese momento albergaba la Ópera Estatal Alemana  La película se proyectó por primera vez en las zonas de ocupación occidentales el 10 de abril de 1947 en Baden-Baden.
El estreno televisivo en la República Democrática Alemana tuvo lugar el 1 de noviembre de 1955 y en la República Federal el 18 de noviembre de 1971 

## Recepción
La película fue un éxito de taquilla y se vendieron 6.468.921 entradas. 
Wolfgang Staudte recibió críticas mayoritariamente positivas. No solo se ocupó del pasado alemán, sino también de su propio pasado: Staudte había desempeñado un papel secundario en la película de propaganda nazi Jud Süß. A veces se ha criticado que la apariencia de los personajes de la película, con trajes y ropa de moda, no corresponde con la situación de vida de los berlineses de la época (en particular, las mujeres de los escombros y los supervivientes de los campos de concentración ), una acusación que no es creíble teniendo en cuenta el período de producción.
El crítico cinematográfico Oliver Armknecht indicó la particularidad de la película en el marco histórico: "El cine alemán de después de la Segunda Guerra Mundial se caracterizó por las comedias ligeras, las películas sensibleras con temas cotidianos y todo lo que permitía desconectar y olvidar un poco. Lo que Wolfgang Staudte creó con Die Mörder sind unter uns fue más digno de mención. La película sobre dos personas que regresan de la guerra y se encuentran en el Berlín destruido no sólo fue la primera película alemana de posguerra de 1946. También se ocupó de su propia culpa durante la época del Tercer Reich, de los numerosos crímenes que se cometieron en aquella época, por lo que miró hacia atrás en lugar de hacia delante o hacia afuera." 
Film Noir enmarca la película en diversas tradiciones cinematográficas: "Es sorprendente cómo este drama, la primera película alemana de posguerra, se basa estilísticamente en la tradición del expresionismo alemán y, paralelamente al cine negro estadounidense, representa casi los mismos lugares y personajes. El repatriado la guerra traumatizado que, al regresar a casa, no sólo se enfrenta a las “ruinas” del ayer en la gran ciudad, sino que, sobre todo, se pierde en ellas dentro de sí mismo: Robert Ryan lo retrató por excelencia en Act Of Violence (Estados Unidos, 1948), una película cuyo argumento sobre la venganza recuerda en parte claramente a The Murderers Are Among Us." 
Para Heide Fehrenbach "resulta ser una mezcla casi involuntaria, y artísticamente fortuita entre el neorrealismo italiano y el expresionismo de Weimar".  La oscuridad del tema se equilibra con el personaje de Susanne, que, como la jovencísima Hildegard Knef, encarna esta nueva Alemania que hay que reconstruir. 
En 1995, los historiadores del cine y periodistas de la Asociación de Cinematecas Alemanas votaron la película como una de las 100 películas alemanas más importantes de todos los tiempos. 

## Desnazificación
En el período de posguerra, el objetivo tanto de las autoridades estadounidenses como de las soviéticas era reeducar al público alemán. Para los estadounidenses, esto significó exportar películas estadounidenses a Alemania Occidental. Para los soviéticos, el establecimiento de la DEFA.  Los soviéticos creían que el cine podía utilizarse para reeducar al público. Con Die Mörder sind unter uns, el objetivo era instar al público a juzgar a los responsables de las atrocidades cometidas durante la guerra.  Angel Wagenstein, director búlgaro, dijo: “Para mí [Staudte] fue el primer embajador que a través de su película renovó nuestra fe en una nación capaz de autorreflexionarse, de mirarse en el espejo y reconocer su propia culpa, de hacer una confesión que muy pocas naciones podrían hacer”. 
Ernst Wilhelm Borchert fue retirado de los anuncios de la película porque había sido acusado y arrestado por mentir sobre documentos de desnazificación,  pero un artículo publicado en el Neue Zeit en 1947 informó más tarde que había sido exonerado por la Comisión de desnazificación para artistas (Denazification Commission for Artists ). 
Parte de la desnazificación fue también la búsqueda de una nueva cultura alemana. Como parte de ella, el cine alemán de la posguerra tuvo un papel que desempeñar y se embarcó en esta búsqueda explorando diferentes estilos cinematográficos. Die Mörder sind unter uns se embarca en esta búsqueda basándose principalmente en el melodrama occidental y doméstico.  La película adopta ciertas características del wéstern clásico, al mismo tiempo que le da un toque único. Hans, aunque presentado como un héroe occidental, es atípico, ya que no cede a la venganza al final de la película. El estilo del melodrama doméstico también recibe un giro al ubicarse de manera incómoda en una película de estilo occidental. Tiene el propósito de querer restablecer el orden a través del personaje de Susanne y su intento de establecer un hogar para Hans, curar su precario estado emocional y reintegrarlo a la sociedad.
La fusión de estos estilos cinematográficos explica por qué, a pesar de ser “un legado cinematográfico que a menudo se pasa por alto”, Die Mörder sind unter “nos dice mucho sobre la política del pasado en la cultura alemana de la posguerra temprana”,  es decir, sobre la tensión entre establecer una nueva sociedad y cultura y, al mismo tiempo, aceptar el pasado nazi.